# Ana Tatisvili
Ana Tatisvili (grúzul: ანა ტატიშვილი) (Tbiliszi, 1990. február 3. –) grúz származású visszavonult amerikai hivatásos teniszezőnő, olimpikon.
2005–2020 közötti karrierje során egyéniben tizenegy, párosban nyolc ITF-versenyt és egy WTA-tornát nyert meg. WTA-tornán egyéniben nem sikerült döntőbe jutnia. Első Grand Slam-tornáján 2011-ben szerepelt, legjobb eredménye egyéniben a negyedik kör volt, amelyet a 2012-es US Openen sikerült elérnie, párosban a 3. kör, amelybe a 2011-es US Openen jutott. Az egyéni világranglistán a legjobb helyezése az ötvenedik volt, amelyet 2012. októberben ért el, párosban 59. volt 2012. május 21-én.
Tizenhárom éves kora óta az Egyesült Államokban él, Boca Ratonban, Chris Evert teniszakadémiáján tanult teniszezni. 2014. április óta hivatalosan is az Amerikai Egyesült Államok színeiben vesz részt a versenyeken.
Grúzia színeiben vett részt a 2012-es londoni olimpia női egyes és páros versenyein.
2020. március 26-án jelentette be, hogy visszatérő sérülései miatt befejezi profi pályafutását.

## WTA-döntői

### Páros

#### Győzelmei (1)
| Összesítés           |                        |
| Grand Slam-torna (0) |                        |
| Tier I (0)           | Premier Mandatory* (0) |
| Tier II (0)          | Premier Five* (0)      |
| Tier III (0)         | Premier* (0)           |
| Tier IV (0)          | International* (1)     |
| Tier V (0)           | Challenger* (0)        |

* 2009-től megváltozott a tornák rendszere.
 Az egymás mellett azonos színnel jelölt tornatípusok között nincs teljes mértékű megfelelés.
|    | Dátum             | Torna                                | Borítás    | Partner      | Ellenfelek a döntőben       | Eredmény a döntőben |
| 1. | 2014. október 12. | Generali Ladies Linz, Linz, Ausztria | Kemény (f) | Raluca Olaru | Annika Beck Caroline Garcia | 6-2, 6-1            |

#### Elveszített döntői (2)
|    | Dátum                | Torna                                       | Borítás    | Partner           | Ellenfelek a döntőben            | Eredmény a döntőben |
| 1. | 2011. szeptember 18. | Bell Challenge, Québec                      | Kemény (f) | Jamie Hampton     | Raquel Kops-Jones Abigail Spears | 1–6, 6–3, [6–10]    |
| 2. | 2013. július 14.     | Budapest Grand Prix, Budapest, Magyarország | Salak      | Nyina Bratcsikova | Andrea Hlaváčková Lucie Hradecká | 4–6, 1–6            |

## Eredményei Grand Slam-tornákon

### Egyéniben
| Grand Slam | Australian Open | Australian Open | Roland Garros | Roland Garros   | Wimbledon     | Wimbledon       | US Open       | US Open            |
| Év         | Eredmény        | Utolsó ellenfél | Eredmény      | Utolsó ellenfél | Eredmény      | Utolsó ellenfél | Eredmény      | Utolsó ellenfél    |
| 2007       | –               | –               | –             | –               | –             | –               | Selejtező (1) | Selejtező (1)      |
| 2008       | –               | –               | –             | –               | –             | –               | Selejtező (1) | Selejtező (1)      |
| 2009       | Selejtező (1)   | Selejtező (1)   | Selejtező (2) | Selejtező (2)   | Selejtező (1) | Selejtező (1)   | Selejtező (3) | Selejtező (3)      |
| 2010       | Selejtező (1)   | Selejtező (1)   | Selejtező (2) | Selejtező (2)   | Selejtező (1) | Selejtező (1)   | Selejtező (3) | Selejtező (3)      |
| 2011       | Selejtező (2)   | Selejtező (2)   | 1. kör        | M. Bartoli      | 2. kör        | Y. Wickmayer    | 1. kör        | A. Pavljucsenkova  |
| 2012       | 2. kör          | C. Wozniacki    | 1. kör        | Alexa Glatch    | 2. kör        | Camila Giorgi   | 4. kör        | Viktorija Azaranka |
| 2013       | 1. kör          | Morita Ajumi    | 1. kör        | Serena Williams | 1. kör        | Petra Martić    | 1. kör        | Ana Ivanović       |
| 2014       | 1. kör          | Mónica Puig     | 1. kör        | Nara Kurumi     | 1. kör        | Serena Williams | Selejtező (1) | Selejtező (1)      |
| 2015       | 2. kör          | Krumm Date K    | Selejtező (2) | Selejtező (2)   | Selejtező (3) | Selejtező (3)   | 2. kör        | Madison Brengle    |
| 2016       | 1. kör          | Irina Falconi   | Selejtező (1) | Selejtező (1)   | 1. kör        | Mandy Minella   | –             | –                  |
| 2017       | 1. kör          | Jaimee Fourlis  | –             | –               | –             | –               | –             | –                  |
| 2018       | –               | –               | –             | –               | –             | –               | –             | –                  |
| 2019       | –               | –               | 1. kör        | María Szákari   | –             | –               | –             | –                  |

## ITF-döntői

### Egyéni: 17 (11–6)
| $100,000 torna |
| $75,000 torna  |
| $50,000 torna  |
| $25,000 torna  |
| $10,000 torna  |

| Eredmény | No. | Dátum                | Torna                           | Borítás | Ellenfél             | Eredmény         |
| -------- | --- | -------------------- | ------------------------------- | ------- | -------------------- | ---------------- |
| Győztes  | 1.  | 2008. június 9.      | El Paso, Egyesült Államok       | Kemény  | Lauren Albanese      | 6–4, 6–3         |
| Győztes  | 2.  | 2008. június 30.     | Boston, Egyesült Államok        | Kemény  | Csan Csin-vej        | 2–6, 6–1, 6–3    |
| Győztes  | 3.  | 2008. szeptember 29. | Troy, Egyesült Államok          | Kemény  | Georgie Gent         | 7–6(4), 6–4      |
| Győztes  | 4.  | 2009. június 22.     | Kristinehamn, Svédország        | Salak   | Jani Réka Luca       | 6–1, 7–5         |
| Győztes  | 5.  | 2010. május 24.      | Grado, Olaszország              | Salak   | Ana Jovanović        | 6–7(3), 6–3, 6–4 |
| Győztes  | 6.  | 2011. július 3.      | Cuneo, Olaszország              | Salak   | Arantxa Rus          | 6–4, 6–3         |
| Döntős   | 7.  | 2011. szeptember 25. | Albuquerque, Egyesült Államok   | Kemény  | Regina Kulikova      | 5–7, 3–6         |
| Döntős   | 8.  | 2012. július 8.      | Biella, Olaszország             | Salak   | Johanna Larsson      | 3–6, 4–6         |
| Döntős   | 9.  | 2013. szeptember 16. | Albuquerque, Egyesült Államok   | Kemény  | Shelby Rogers        | 2–6, 3–6         |
| Győztes  | 10. | 2013. október 13.    | Macon, Egyesült Államok         | Kemény  | Ajla Tomljanović     | 6–2, 1–6, 7–5    |
| Döntős   | 11. | 2013. október 20.    | Rock Hill, Egyesült Államok     | Kemény  | Mariana Duque Mariño | 3–6, 4–6         |
| Győztes  | 12. | 2013. október 27.    | Florence, Egyesült Államok      | Kemény  | Madison Brengle      | 6–2 4–6 6–4      |
| Győztes  | 13. | 2013. november 4.    | New Braunfels, Egyesült Államok | Kemény  | Elica Kosztova       | 6–4 6–4          |
| Győztes  | 14. | 2014. január 26.     | Daytona Beach, Egyesült Államok | Salak   | Allie Kiick          | 6–1, 6–3         |
| Győztes  | 15. | 2014. szeptember 21. | Albuquerque, Egyesült Államok   | Kemény  | Irina Falconi        | 6–2, 6–4         |
| Döntős   | 16. | 2015. november 1.    | Macon, Egyesült Államok         | Kemény  | Rebecca Peterson     | 3–6, 6–4, 1–6    |
| Döntős   | 17. | 2016. január 31.     | Sunrise, Egyesült Államok       | Salak   | Unsz Dzsábir         | 6–3, 2–6, 1–6    |

### Páros: 17 (8–9)
| $100,000 torna |
| $75,000 torna  |
| $50,000 torna  |
| $25,000 torna  |
| $10,000 torna  |

| Eredmény | No. | Dátum                | Torna                             | Borítás    | Partner             | Ellenfél                               | Eredmény             |
| -------- | --- | -------------------- | --------------------------------- | ---------- | ------------------- | -------------------------------------- | -------------------- |
| Döntős   | 1.  | 2008. április 28.    | Charlottesville, Egyesült Államok | Salak      | Kimberly Couts      | Raquel Kops-Jones Abigail Spears       | 1–6, 3–6             |
| Győztes  | 2.  | 2008. május 12.      | Raleigh, Egyesült Államok         | Salak      | Kimberly Couts      | Stefania Boffa Nicole Rottmann         | 6–3, 6–4             |
| Döntős   | 3.  | 2008. május 26.      | Carson, Egyesült Államok          | Salak      | Kimberly Couts      | Romana Tedjakusuma Story Tweedie-Yates | 6–7(10), 6–4, [7–10] |
| Döntős   | 4.  | 2009. április 27.    | Cagnes-sur-Mer, Franciaország     | Salak      | Erica Krauth        | Julie Coin Marie-Ève Pelletier         | 4–6, 3–6             |
| Döntős   | 5.  | 2009. május 25.      | Grado, Olaszország                | Salak      | Jorgelina Cravero   | Kapros Anikó Sandra Klemenschits       | 3–6, 0–6             |
| Győztes  | 6.  | 2009. október 12.    | Kansas City, Egyesült Államok     | Kemény     | Lilia Osterloh      | Julia Boserup Laura Granville          | 6–0, 6–3             |
| Győztes  | 7.  | 2009. november 2.    | Rock Hill, Egyesült Államok       | Kemény     | Sharon Fichman      | Lauren Albanese Jamie Hampton          | 7–6(5), 4–6, [10–3]  |
| Döntős   | 8.  | 2009. november 9.    | Phoenix, Egyesült Államok         | Kemény     | Marie-Ève Pelletier | Sharon Fichman Mashona Washington      | 6–4, 4–6, [8–10]     |
| Döntős   | 9.  | 2010. február 8.     | Midland, Egyesült Államok         | Kemény     | Lilia Osterloh      | Laura Granville Lucie Hradecká         | 6–7(3), 6–3, [10–12] |
| Győztes  | 10. | 2011. február 13.    | Midland, Egyesült Államok         | Kemény     | Jamie Hampton       | Irina Falconi Alison Riske             | visszaléptek         |
| Győztes  | 11. | 2013. július 1.      | Versmold, Németország             | Salak      | Sofia Shapatava     | Claire Feuerstein Renata Voráčová      | 6–4, 6–4             |
| Győztes  | 12. | 2013. november 4.    | New Braunfels, Egyesült Államok   | Kemény     | Coco Vandeweghe     | Asia Muhammad Taylor Townsend          | 3–6 6–3 13–11        |
| Győztes  | 13. | 2014. február 16.    | Midland, Egyesült Államok         | Kemény (f) | Heather Watson      | Sharon Fichman Maria Sanchez           | 7–5, 5–7, [10–6]     |
| Döntős   | 14. | 2014. október 26.    | Macon, Egyesült Államok           | Kemény     | Ashley Weinhold     | Madison Brengle Alexa Glatch           | 0-6 5-7              |
| Győztes  | 15. | 2014. november 9.    | Captiva Island, Egyesült Államok  | Kemény     | Gabriela Dabrowski  | Asia Muhammad Maria Sanchez            | 6–3, 6–3             |
| Döntős   | 15. | 2015. augusztus 14.  | Vancouver, Kanada                 | Kemény     | Raluca Olaru        | Konta Johanna Maria Sanchez            | 6–7(5–7), 4–6        |
| Döntős   | 16. | 2015. szeptember 21. | Albuquerque, Egyesült Államok     | Kemény     | Tamira Paszek       | Paula Cristina Gonçalves Sanaz Marand  | 6–4, 2–6, [3–10]     |

## Év végi világranglista-helyezései
| Év     | 2005  | 2006 | 2007 | 2008 | 2009 | 2010 | 2011 | 2012 | 2013 | 2014 | 2015 | 2016 | 2017 | 2018 | 2019 |
| Egyéni | 1151. | 300. | 278. | 168. | 181. | 134. | 87.  | 51.  | 125. | 149. | 100. | 197. | 512. | 797. | 988. |
| Páros  | –     | –    | 549. | 255. | 158  | 119. | 78.  | 81.  | 80.  | 100. | 144. | 316. | 763. | 995. | –    |